# Ondřej Zelinka
Ondřej Zelinka (né le 29 mars 1988) est un coureur cycliste tchèque, membre de l'équipe AC Sparta Prague en 2008 et 2009.

## Palmarès sur route

### Par année
- 2008
  -  Champion de République tchèque sur route espoirs
  - 3e étape du Hana Tour

### Classements mondiaux
| Année           | 2009 |
| --------------- | ---- |
| UCI Europe Tour | 754e |

## Palmarès en cyclo-cross
- 2002-2003
  -  Champion de République tchèque de cyclo-cross cadets
- 2004-2005
  -  Champion de République tchèque de cyclo-cross juniors